# Overland Red
Overland Red é um filme dos Estados Unidos de 1920, do gênero faroeste, dirigido por Lynn Reynolds e estrelado por Harry Carey. O estado de conservação é classificado como desconhecido, que sugere ser um filme perdido.

## Elenco
- Harry Carey - Overland Red
- Charles Le Moyne - Silent Saunders
- Harold Goodwin - Collie
- Vola Vale - Louise Alacarme
- David B. Gally - Billy Winthrop
- C. E. Anderson - Boggs (como C. Anderson)
- Joe Harris - Sago
- J. Morris Foster - Papel indeterminado